# Baltic Pipe

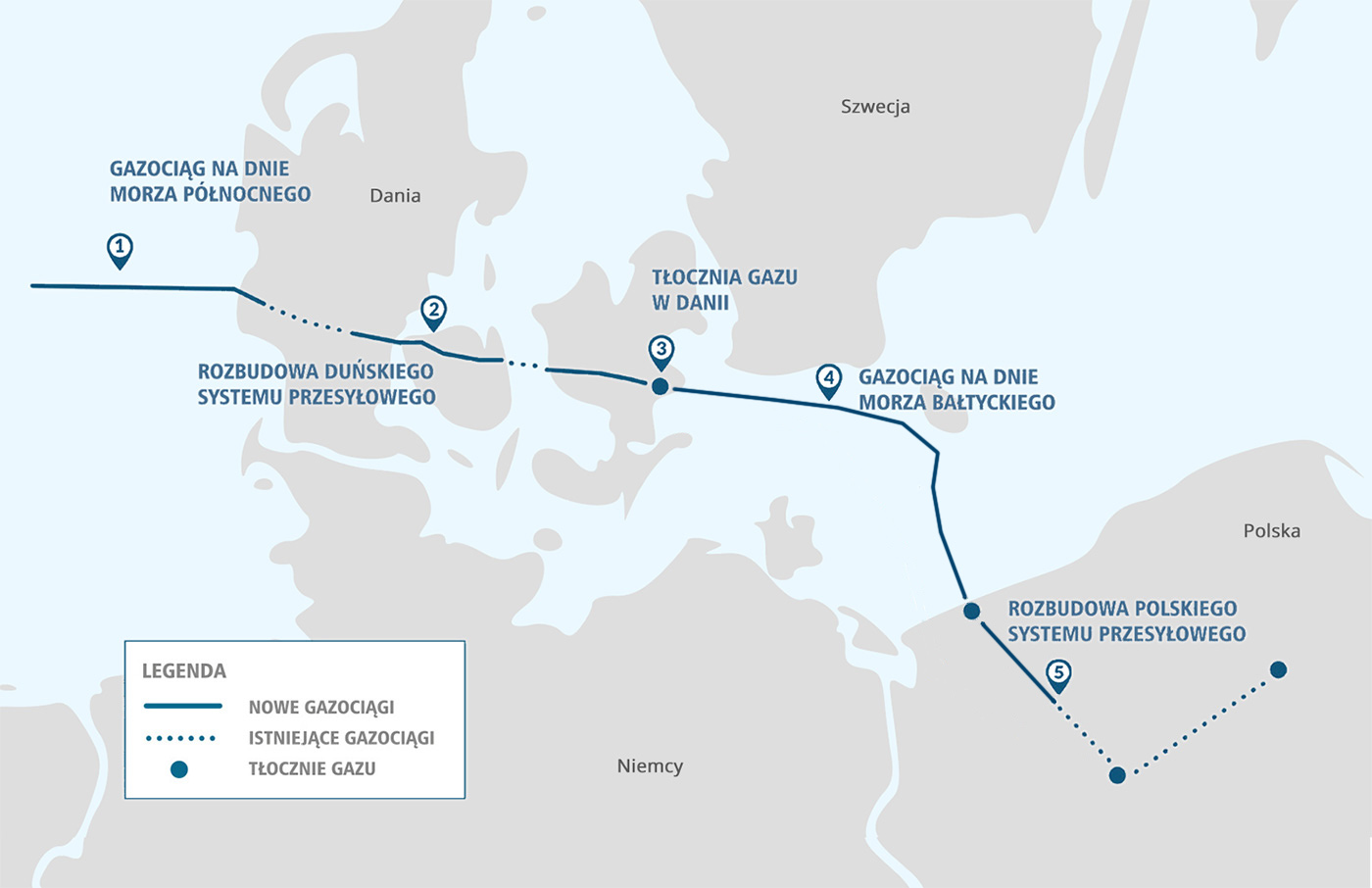
A Paltic Pipe sematikus nyomvonala

A Baltic Pipe, vagy Balti-gázvezeték egy építés alatt álló csővezetékes földgázszállító rendszer, amely Lengyelországot köti össze Dánián keresztül Norvégiával és a norvég földgáz Közép-Európába szállítását biztosítja. A csővezeték szállítási kapacitása évi 10 milliárd m³. A projekt fejlesztését a dán Energinet és a lengyel Gaz-System cégek végzik. A vezeték a Norvégiát és Németországot összekötő Europipe II vezetékrendszerhez, valamint az északi-tengeri gázmezőkhöz kapcsolódik.
A csővezetékrendszert 2022. október 1-jén helyezték üzembe 900 m㎥ kapacitással. A teljes szállítási kapacitását 2023. január 1-jén éri el. A gázvezeték kapacitása alkalmas a lengyel gázimport 60%-át kitevő, a Jamal–Európa-gázvezetéken érkező orosz földgáz kiváltására. Szlovákia az éves szükségletének ⅓-át a Baltic Pipe-on keresztül szerzi be.